# 宰曼卡
49°8′19″N 35°13′36″E / 49.13861°N 35.22667°E
宰曼卡（烏克蘭語：Займанка）是位於烏克蘭東部的村莊，由哈爾科夫州别列斯京区的扎切皮利夫卡市鎮負責管轄。該村始建於1741年，面積1.1平方公里，海拔高度79米，2001年人口159，人口密度每平方公里144.6人。